# Gryllacris fastigiata
Gryllacris fastigiata is een rechtvleugelig insect uit de familie Gryllacrididae. De wetenschappelijke naam is gepubliceerd in 1758 door Linnaeus in de tiende editie van Systema naturae.